# 現金自動預け払い機

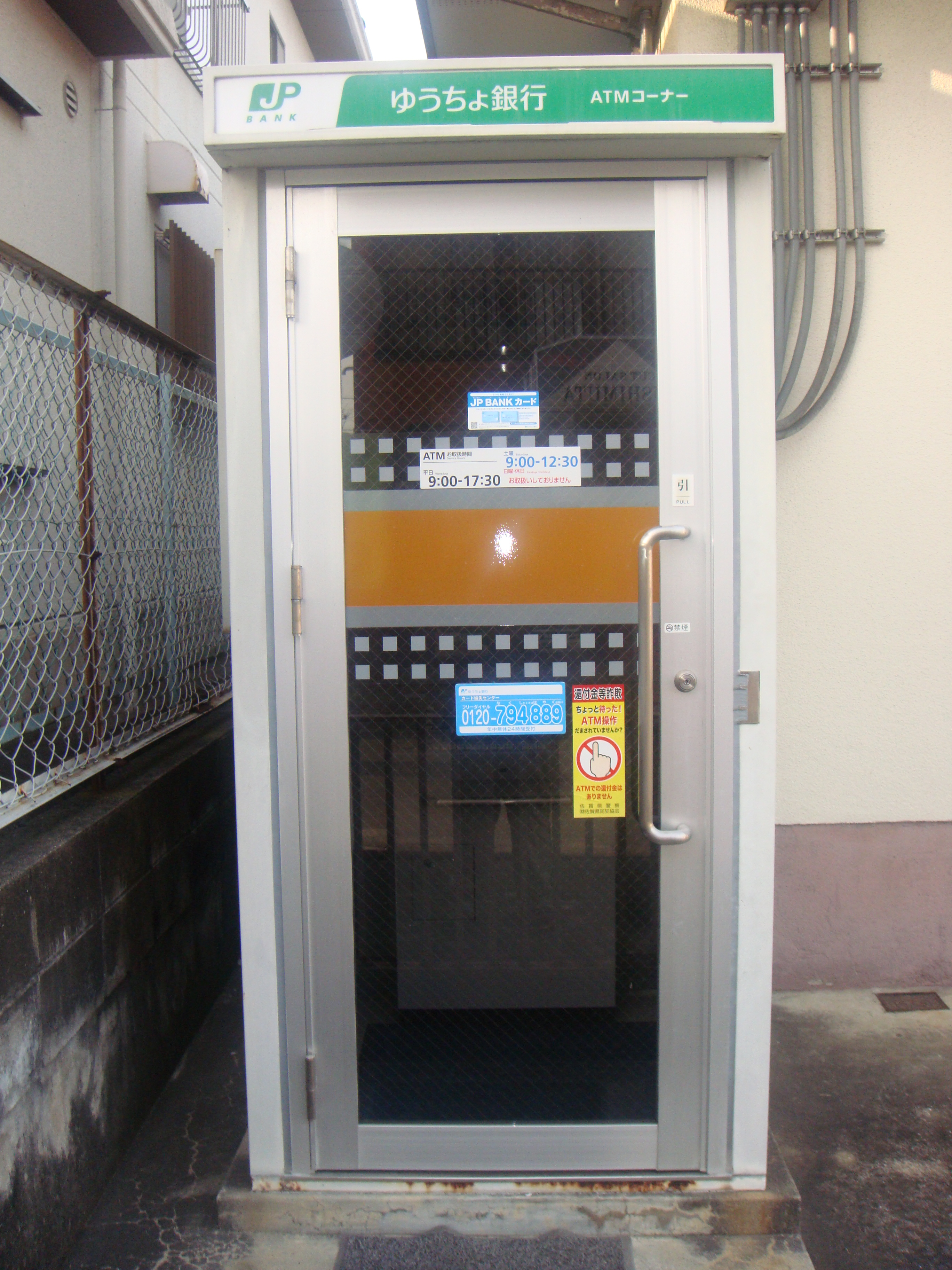
ゆうちょ銀行のATMブース（大町東郵便局、佐賀県杵島郡）

現金自動預け払い機（げんきんじどうあずけばらいき、英: automatic teller machine, cash machine、略称：ATM, エーティーエム）とは、銀行などの金融機関（など）で、現金の入金（預け入れ）や支払い（引き出し）、通帳の記帳、残高照会などの窓口業務を、顧客の操作によって自動的に処理する機械装置のことである。

## 概説

人口10万人あたりのATMの台数。（このマップではアメリカ合衆国についてはデータがない）イギリス、オーストラリア、カナダ、日本、韓国、ロシアなどが人口比台数が多く、西ヨーロッパ諸国やブラジルがそれに次ぐ。北アフリカや中部アフリカにはほとんど見られない。

元々は都市銀行の店舗に設置され、普通預金の預払に用いられていたが、その後金融機関に加えて小売店や公共施設などに幅広く設置されるようになっている。普通預金以外の取引や現金を介さない取引も広く取り扱うよう進化しており、自動取引装置、ACM（自動窓口機）などとも呼ばれる。
金融機関では一般に、店舗に設置している場合は「店舗内ATM」、その他の小売店や公共施設などに設置している場合は「店舗外ATM」と呼び、現金の引出と残高照会のみを扱う機器は現金自動支払機（げんきんじどうしはらいき、キャッシュディスペンサー）と呼ばれ区別されている（ただし、一般にはCD機も含め全て "ATM"と呼ばれることが多い）が、光ファイバー通信による処理能力の飛躍的な向上やコンビニATMなどの簡易型ATMの普及などにより、CD機の台数は2000年代以降減少している。一部の金融機関では、他金融機関が幹事となっている共同ATM（出金と残高照会しかできないため）を「CD」と呼ぶことがある。台湾では、CD機にも看板には「ATM」と掲示されている。

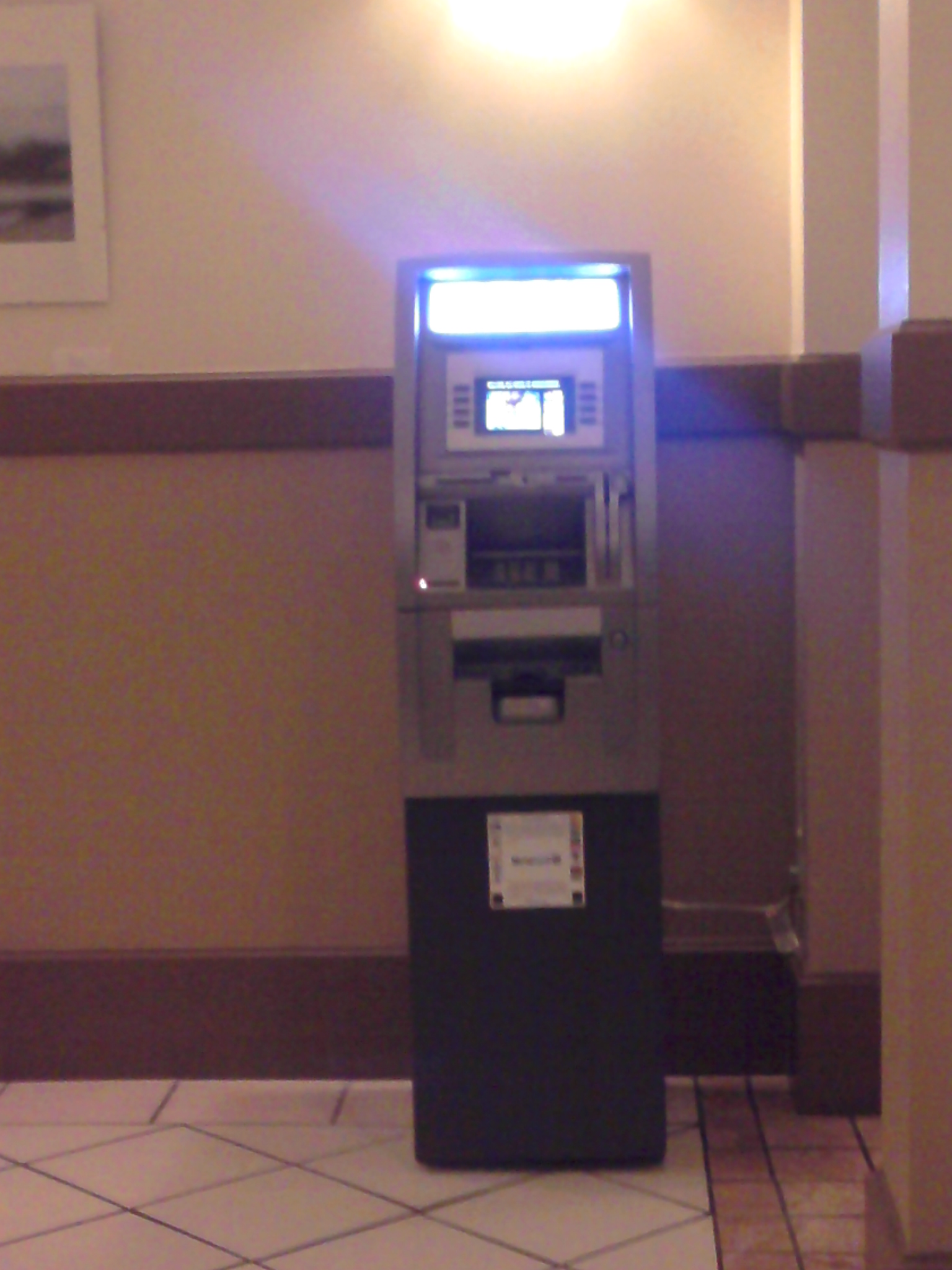
アメリカ・バージニア州・ハリソンバーグに設置されているATM
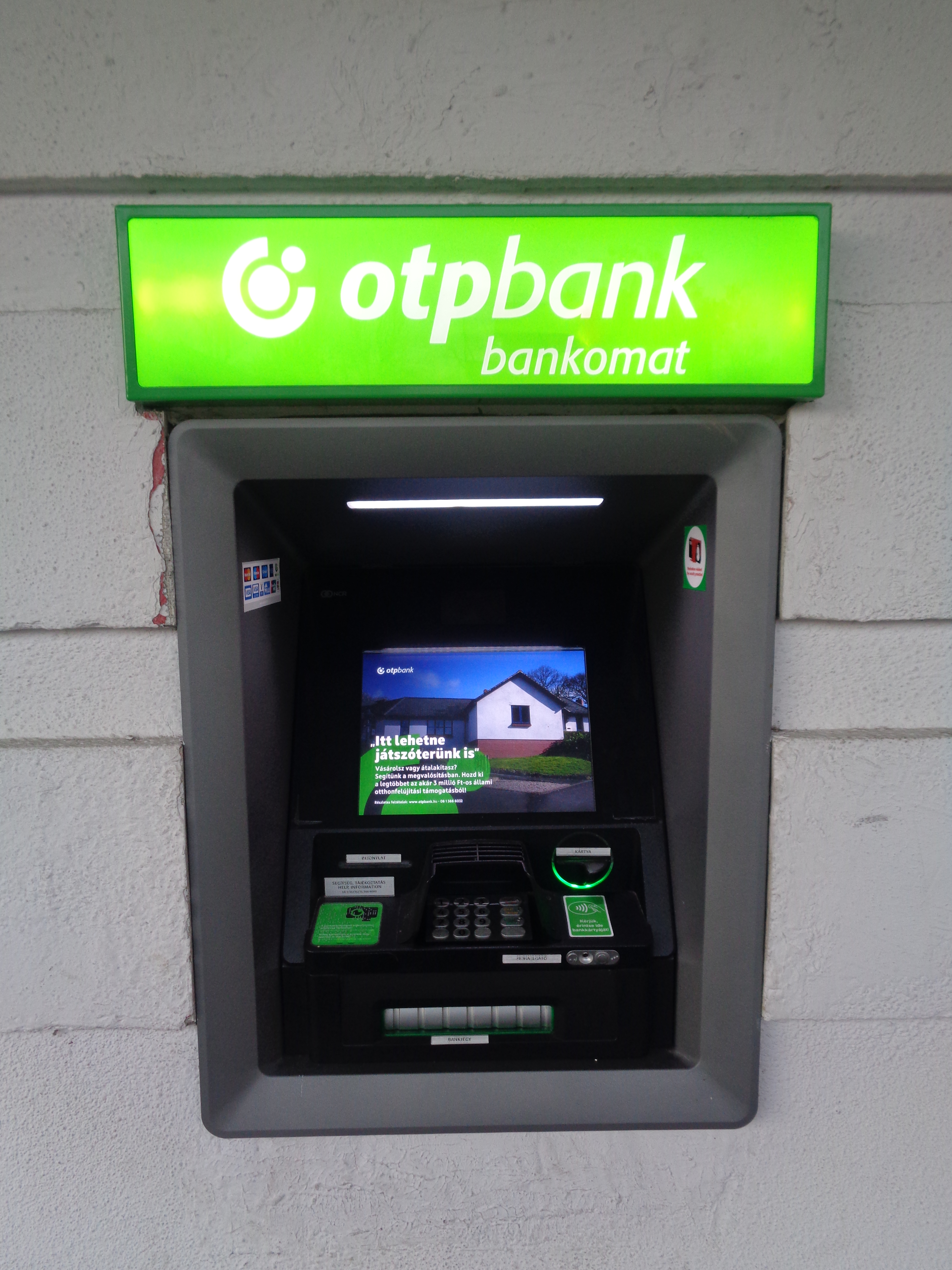
ブダペストのOTP銀行のATM
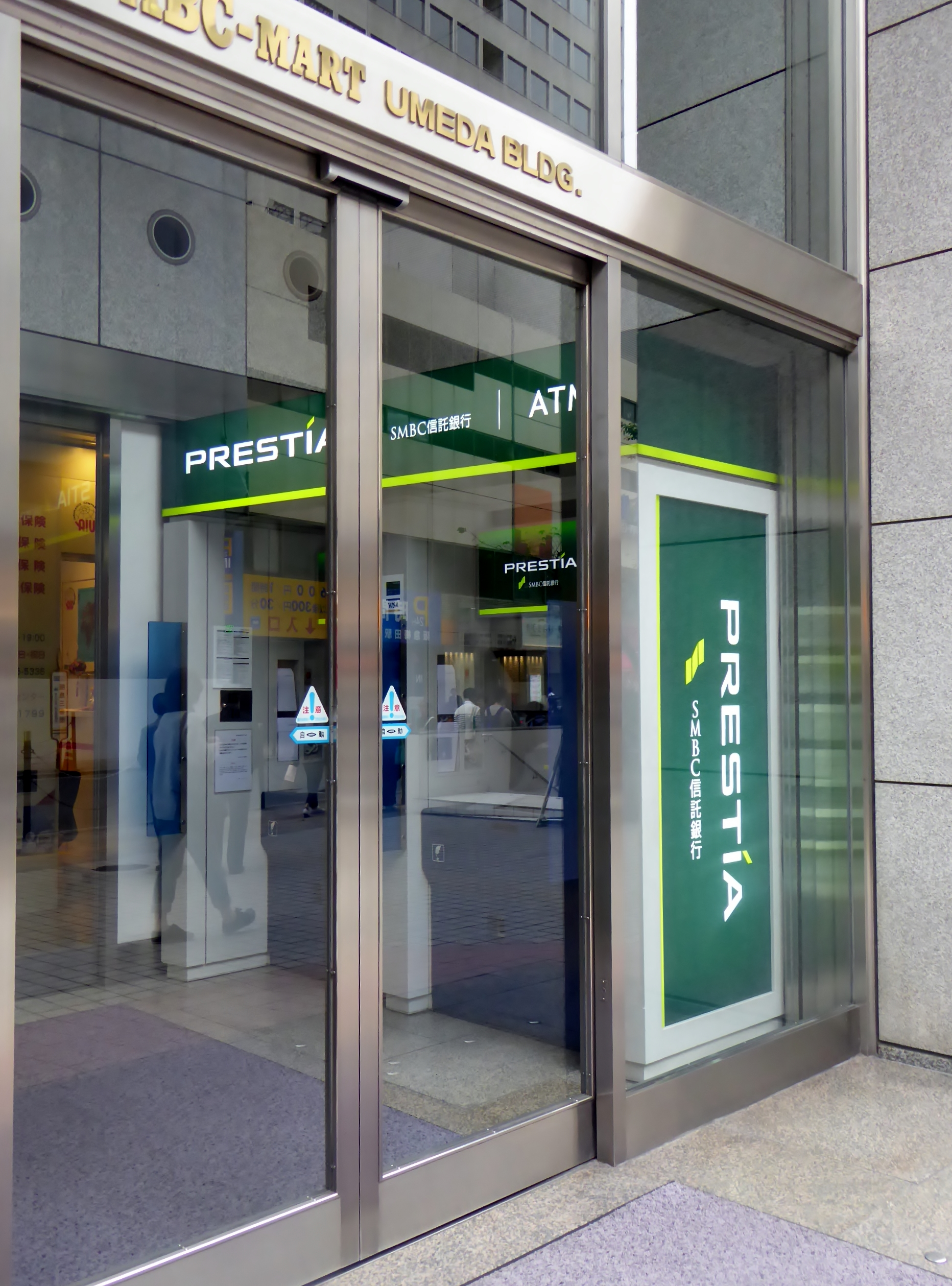
日本のプレスティアのATM（大阪梅田ビル）
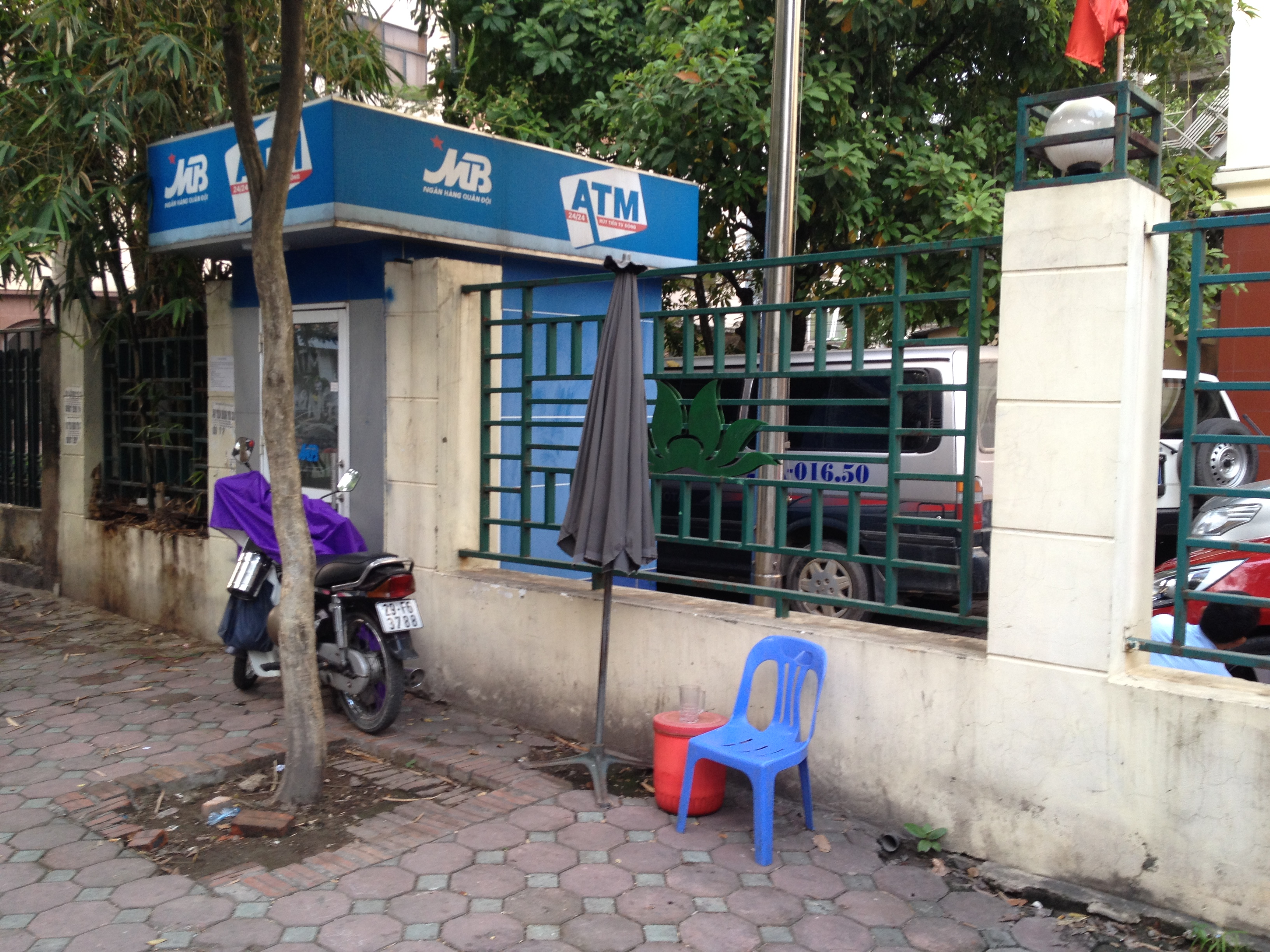
ハノイのMBのATM

## 歴史
前史
1960年に、アルメニア系アメリカ人の発明家・起業家のルーサー・シムジャンが自動預入機つまり硬貨や紙幣や小切手を受け入れる機械を発明したが、これは現金を支払う機能は備えていなかった。この機械は「Bankograph バンコグラフ」と呼ばれたが、この機械が実際に配備されるのには数年ほどかかった。その理由のひとつは発明者シムジャンの会社のReflectone Electronics Inc.がUniversal Match Corporationに買収された際の混乱による。1961年にこのBankographの実験機がニューヨーク市のCity Bankに設置されたのだが、お客たちには受け入れてもらえず、半年後には撤去された。
ATMの歴史
世界初の現金自動預け払い機（つまり預入れも支払いもできる機械）は、1967年6月27日にイギリスのバークレイズ（Barclays Bank）のロンドン北部のインフィールドタウン支店で使われ始めた。
日本では1969年 (昭和44年)12月1日に住友銀行（現・三井住友銀行）が日本初のATMを東京・新宿支店と大阪・梅田支店に設置。

## 機能

### 主な取扱業務
ATMでは、以下のような業務を扱う。基本となるのは下記の4種類である。
- 預入れ：預貯金口座への現金の預け入れ
- 引出し：預貯金や貸付金、預り金、積立配当金、据置祝金・保険金、保険ファンド、各種キャッシュバックなどの引出し
- 残高照会：預貯金（貸付金）残高や取引明細、相場情報、借入（返済）可能額などの照会
- 通帳記入・通帳繰越：預貯金通帳に記入されていない取引の記入・預貯金通帳の繰越

また以下の業務は金融機関によって取り扱いの有無がある。
- 貸付金の現金による返済
- 信託口座、証券口座や生命保険口座への入金、MRF・MMF・中期国債ファンドの現金による買付
- 保険ファンドへの入金
- （担保）定期預金の預け入れ（新規・追加・継続）、満期の手続き
- クレジットカードショッピング利用額の現金による入金[注 5]
- 振込[注 6]
  - 金融機関によってはカードローンを利用した振込も可能。また、振込券（カード）や振込帳の発行・受け入れ機能を有していたり、振込先を登録できることもあり、よく利用する振込先への2回目以降の振込の際、振込先の受取人名義・金融機関・支店・預金科目及び口座番号が同一であれば、前述の券や振込帳を挿入したり、画面に表示される一覧より選択することで、これらの情報を再入力する手間が省ける。
- 振替[注 7]
- Pay-easy
- キャッシュカードに設定した暗証番号の変更
- STARなどを介するデビットカード（J-Debit）機能の停止、利用再開
- 偽札や異物を弾く紙幣識別機の機能
  - 大抵のATMは返却口を備え、紙幣口に誤って投入された硬貨や小さい異物[注 8]はそこに返却される。
- 債券や外国通貨の購入申込
- 損害保険への加入申込
- カードローンの申込
- 宝くじ[注 9]の購入
  - この場合、設置金融機関のキャッシュカードが必要で、購入代金は同金融機関の普通預金口座より引き落とされ、当せん金も左記口座に振り込まれる。数字の選択等は画面上で行い、また、くじ券の実券も発行されず、代わりに利用明細票に控え券が印字される。
- 電子マネーのチャージ（入金）、残高照会、ポイント照会、ポイントを利用したチャージ
- カード利用限度額の変更
- 募金
- 監視カメラでの利用者記録
- 無効カードの回収
  - 日本のATMでは、誤った暗証番号を一定回数連続で入力した場合、そこで用いたカードは自動的に回収される。海外のATMであればそのような場合、そこで用いたカードを物理的に細かく裁断して二度と使用できないようにする自動裁断機能を備える場合が多い。

ATMの設置機関以外の金融機関の口座を使用する場合、主に預貯金の引出と預貯金残高の照会を扱っている。
上記の業務に必要な媒体を取り扱うため、紙幣、硬貨、預金通帳、帳票類、磁気ストライプカードなどの挿入・支払口と、案内や操作のための表示画面、操作鍵（キー）などを備える。近年のものは操作部に画面表示と一体化した液晶タッチパネルを採用したものが多い。硬貨については、運搬が困難なことや紙幣に比べて故障が発生しやすいため、一部のATMのみが対応しており、無人店舗やコンビニATMでは硬貨を取り扱わない場合が多い。ごく一部の金融機関のATMでは住所変更・届出の電話番号の変更もキャッシュカードで変更手続する事や、資料請求の依頼をキャッシュカード1枚でできる所もある。
なお、特殊詐欺などに見られる、還付、払戻、返金などはATMを操作して相手が振り込む金を自分の口座で受け取るようなことは業務として含まれておらず、またそのような機能はATMに備わっていない。

## 日本のATM

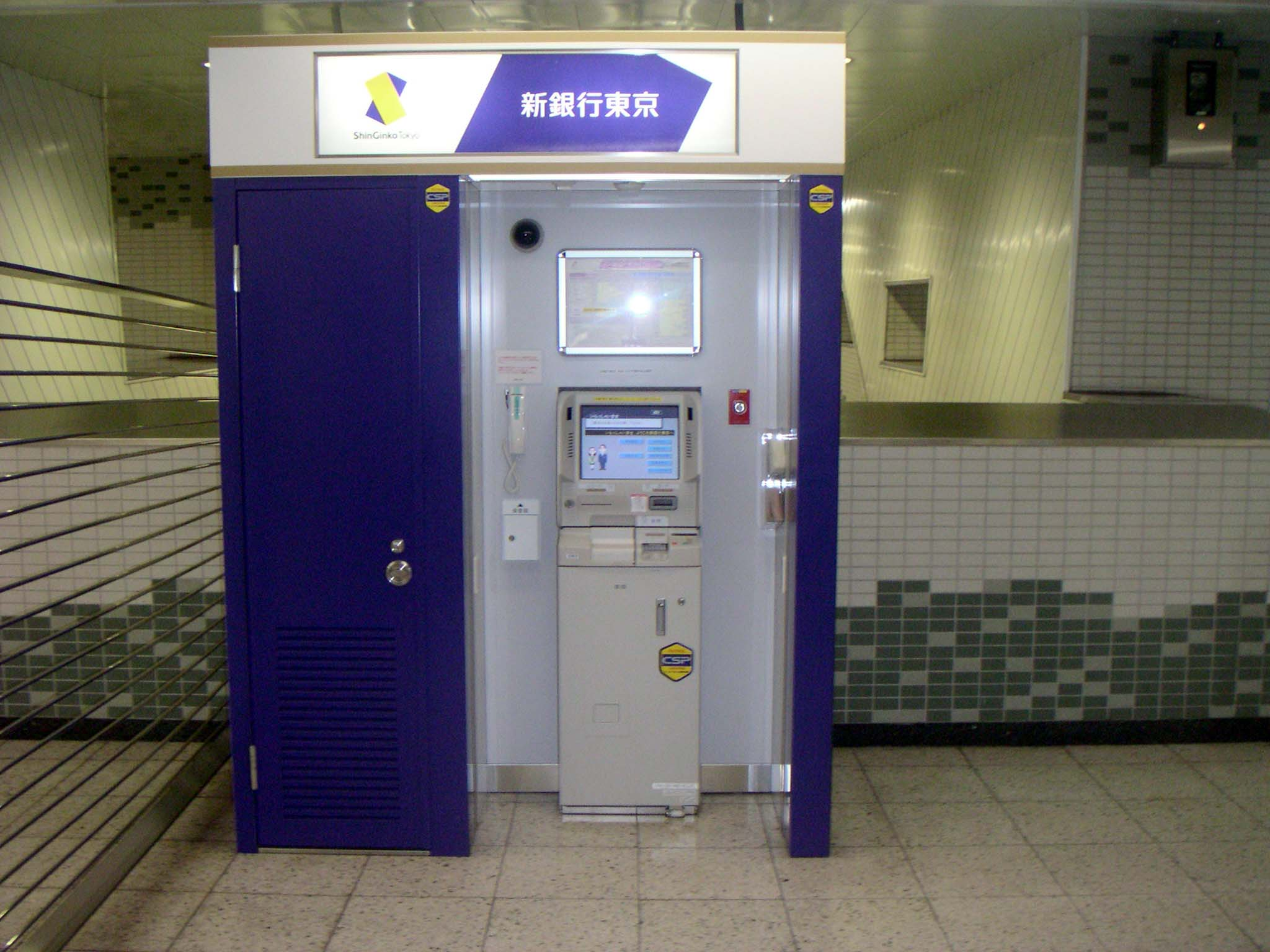
新銀行東京のATM（都営大江戸線中井駅に設置されていたもの）

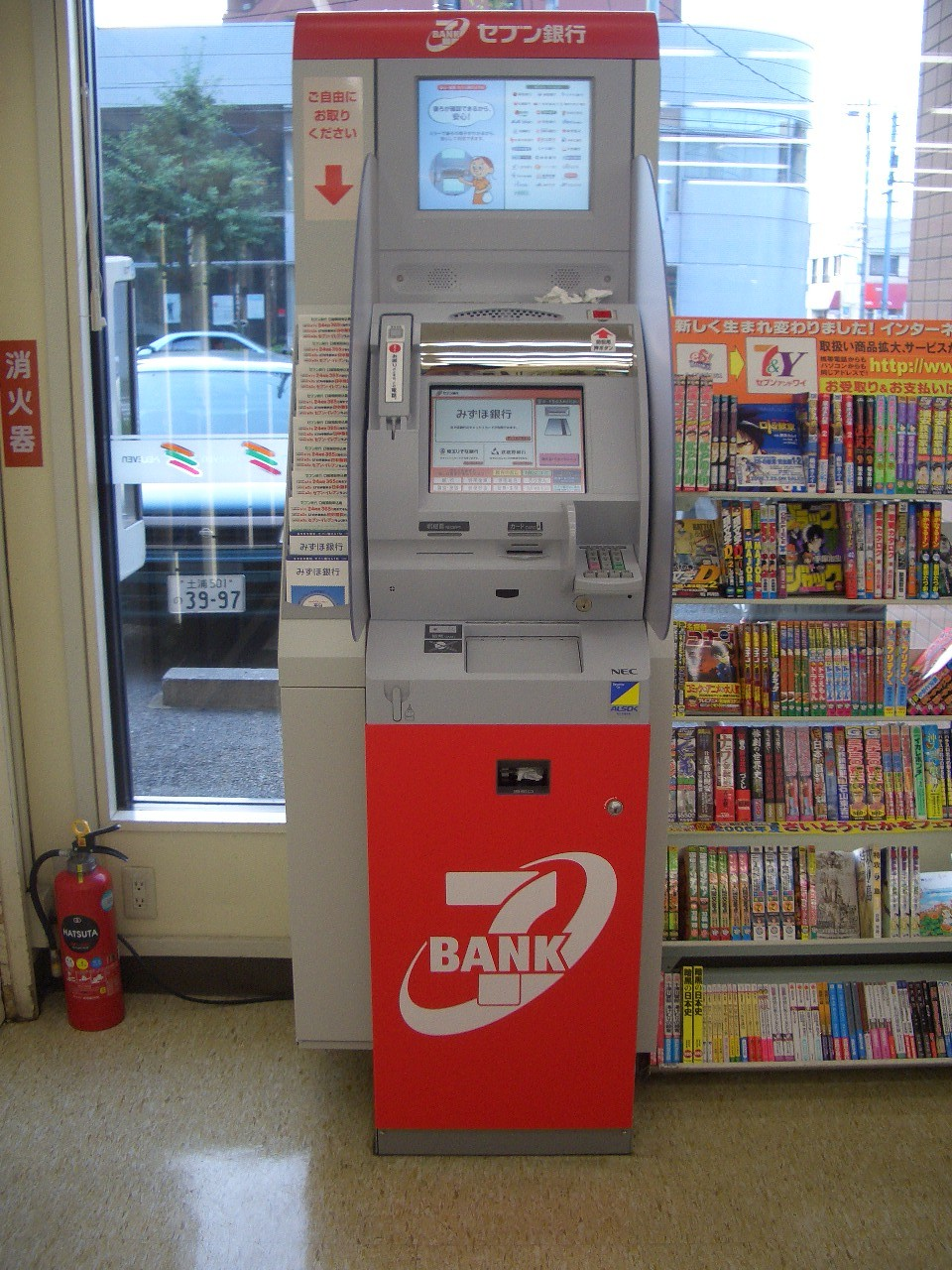
日本のコンビニ・セブン-イレブン店内に設置されたセブン銀行ATM（コンビニATM）

### 設置主体
基本的には各金融機関により、営業店に併設される。現在では相互接続により、提携金融機関の取引もできるようになっている。一つの管理行のもと、数個の金融機関が共同で運営し、各預金者が無料で利用できる共同出張所の形態もある。なお、提携金融機関の取引には原則、手数料が徴収される。
過去には、銀行界が運営会社（日本キャッシュサービス / NCS）を作り、共同ATMを駅などに設置していたが、金融機関の業態間におけるオンラインの相互接続が進んだことにより、事業を終了し解散した経緯がある。しかし近年、銀行・コンビニエンスストア・警備会社などが出資する共同運営のコンビニATM設置のため株式会社イーネットなどを立ち上げ、設置台数を急激に増やすなど、共同ATMの設置が進んでいる。近年では、パチンコ店への設置が推し進められている。

### 営業時間
一般に金融機関では、平日8時45分から19時までと土曜9時から17時まで稼働し、金融機関の店舗によっては、日・祝と大型連休、年末年始は現在も非稼働のところもあるが、近年はATMと勘定系システムの交信がアナログ回線から光ファイバー回線に切り替わり、通信コストが大幅に削減されたこともあって営業時間帯を曜日に関係なく深夜帯まで拡張した箇所も多く出現している。特にコンビニエンスストアのATMは、店舗の営業に合わせて通例24時間稼働し、利用者の取引銀行等の定める時間内で、利便性の幅を拡げている。
ただし、平日18時以降と一部の金融機関では土曜14時以降については時間外手数料が徴収される場合も多い。そのため手数料を無料化する銀行や、一定の取引条件（給与振込や各種料金自動支払等）で手数料を無料化するなどの特典を設け、他行との差別化、顧客の囲い込みを行う銀行が増えてきている。近年では土曜日の時間外手数料を休日扱にしている金融機関が多い。なお、ゆうちょ銀行（郵便局）は郵政省・日本郵政公社時代から時間外及び休日の手数料が無料であったが、2022年1月17日から店外ATMとコンビニATMの時間外及び土曜・休日のATM手数料が有料化された。

### 日本のATMで入出金可能な金種
入金
日本のATMで入金可能な金種は、一般に現在発行中の紙幣4金種と硬貨6金種全てに対応していることが多い。ただし、一部のATMは紙幣のみで硬貨には対応していないものもある。
出金
日本のATMで出金可能な金種は、紙幣では一般的には千円紙幣と一万円紙幣の2種類のみである。コストを抑えるためと、故障のリスクを下げるという理由で、五千円紙幣の出金に対応しているATMの機種は現在のところ稀である。例外として、ゆうちょ銀行には五千円紙幣に対するものが設置されていることがあるが、その場合でも五千円紙幣で出金するには工夫が必要である。また二千円紙幣の出金はごく一部の機種に限られる。硬貨に関しては、一般に全ての金種が出金可能であるが、最小枚数になるように出金される。ただし前述の硬貨の入金に対応していないATMは硬貨の出金もできない。

### 日本のATMの防犯
各社のATMとも、日本自動販売機工業会のレベル2相当以上の手工具破壊耐力があるといわれているが、建設機械を使ったATMコーナーの破壊事件が相次いでおり、一層の対策を求められている。
その一例として、セブン銀行のATMでは、現金収納部分が不正にこじ開けられると、特殊な液体（緑色）が中の紙幣にこぼれて、収納紙幣を汚損させるといった対策が取られている。2006年（平成18年）12月に発生した、同行ATM強奪事件では、早速同行よりこの特殊液が付着した紙幣についての注意喚起がなされた。
また、防犯上の観点から、システム基板上で動作するオペレーティングシステムやアプリケーションにはMicrosoft WindowsやBSD系UNIXなどをベースとしたプロプライエタリソフトウェアが用いられているほか、ATMの製品カタログや取扱説明書は、原則としてユーザー（金融機関）の中でも限られた担当者・システムエンジニア以外は、請求・閲覧できない。

### 利用者認証
日本では、機器利用者の本人認証のために、磁気情報が記録された専用のキャッシュカードまたは通帳と、通常4桁の暗証番号を用いる。かつては、暗証番号そのものを平文のまま、磁気ストライプカードに記録していた（生暗証）が、カードリーダーを使って容易に読み取る事が出来るため、旧富士銀行の盗難キャッシュカード事件（1993年（平成5年）7月19日最高裁判決。「判例時報」第1489号111頁以下を参照）を契機に、現在は暗証番号はカードに記録せず、入力した暗証番号は、ホストコンピュータ上の口座登録情報と照合されるようになっている。
しかし、暗証番号の詐用に加え、近時はカードの磁気ストライプ自体の複製により預金が不正に引き出される被害が相次いで問題となっており、以下の取扱が一部の銀行、信用金庫等で始まっている。
- カードの情報を磁気ストライプに代え、複製の困難なICチップに記録したICカード
- 預金者の手指や手掌の静脈叢紋様を予め登録し、利用者の当該部位を取引の都度照合して生体認証するATM
  - 生体認証の対象となる部位については、現状では銀行等の個別規格と、全国銀行協会の統一規格とが並存しており、提携先のATMが異なる形式で生体認証を行う場合には、生体認証を用いた取引を行えない。この場合は利用するATMによっては併せて搭載された磁気ストライプ記載の情報を用いた取引となり、取引金額や取引項目に制限が生じることがある。なお、将来的には他の生体認証情報も記録して、いずれの生体認証型ATMでも利用できるように準備が進められていた（2006年（平成18年）8月現在）。
  - 上記のように生体認証の規格が複数併存していることから、コンビニATMなど複数の金融機関が利用出来るATMのほとんどは生体認証装置が取り付けられていない[注 18]。
  - また、生体認証は窓口に出向いてキャッシュカードのICチップに生体情報を登録する必要があり、クレジットカード一体型など有効期限が定められているキャッシュカードの場合は新たにカードが発行される度に生体情報を登録しなおす必要があるため、2020年代以降は三菱UFJ銀行やゆうちょ銀行など、生体認証による認証を廃止する金融機関も出てきた。
- スマートフォンアプリを用いた認証（スマホATM）
  - 口座利用者が所有しているスマートフォンに登録されている生体認証（指紋・顔情報）を利用する方法。
  - この方法で取引する場合キャッシュカードが不要となるため、金融機関によっては初めからアプリでの認証を前提にキャッシュカードを発行しないこともある。

### 視覚障害者への配慮

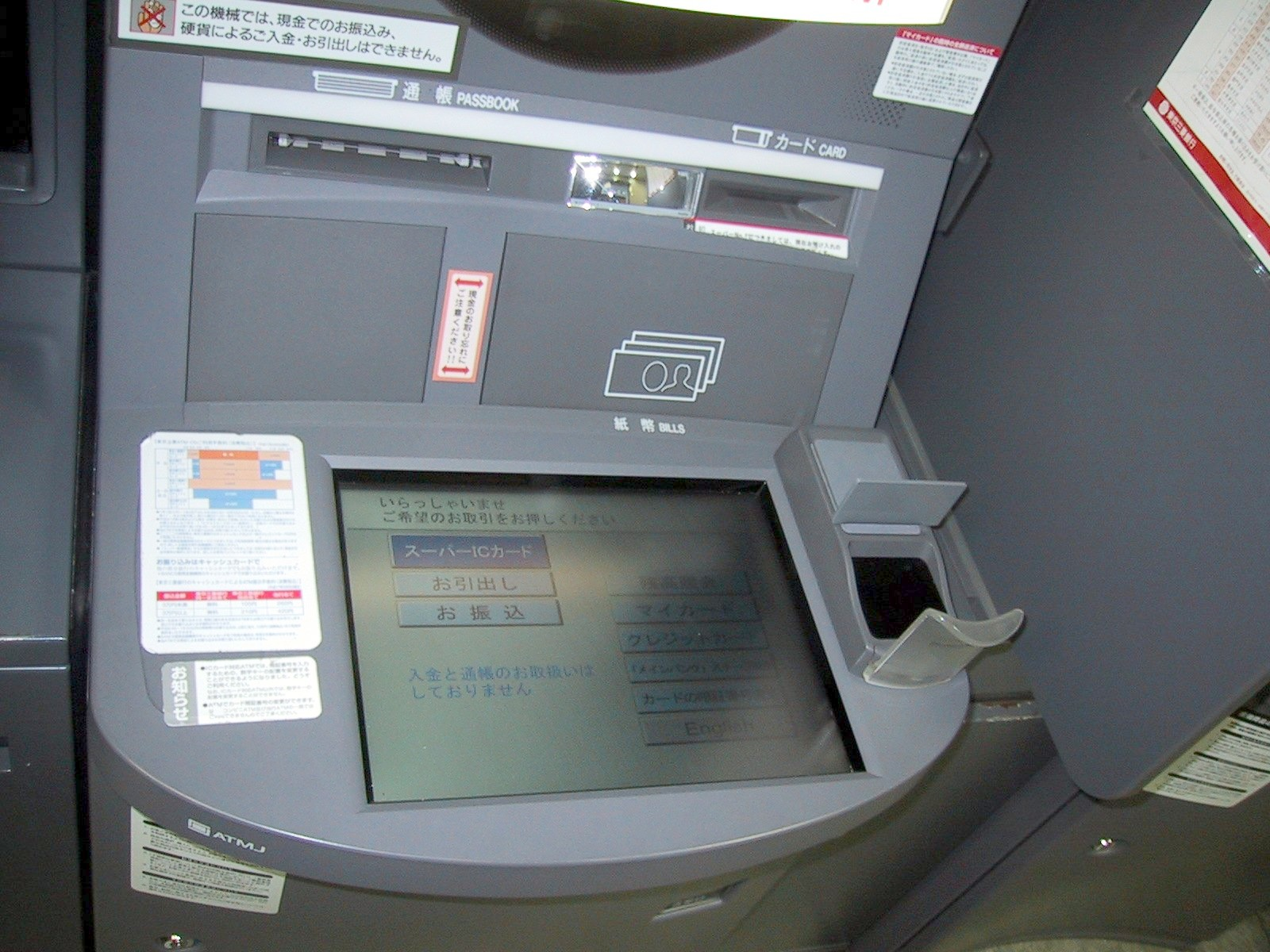
タッチパネル式のATM（三菱UFJ銀行の店舗外ATM）
キャッシュカード挿入口の横に背後を確認できるミラーを備える。タッチパネル右側の装置は掌静脈認証用のスキャナー。

視覚障害者への対応として、タッチパネル以外に物理ボタンでも数字を入力できるようにしている機種もあり、また、点字による表示および音声案内機能を持たせたものもある。
ゆうちょ銀行のATMは、視覚障害者の操作性確保のために、全ての稼働機にテンキー・点字・音声案内機能を備えるほか、富士通の民間事業者向け汎用(はんよう)ATM「ファクト・ブイ」（FACT-V）及び後継のFACT-Xには、案内音声を聴取できる受話器が標準装備となっており、この受話器に暗証番号、金額等を入力できるテンキーを備えているが、稼働中の機種については、タッチパネルのみでテンキーを省略した機種が多く、バリアフリーの障害となることが多い。
なおこれとは別にコンビニATMは、筐体を小型化するためタッチパネルが垂直配置であり、狭い店内において入力が盗み見られる事を防ぐため、テンキーが周囲を囲われた形状で、右下方に独立した機種への置き換えが進んでいる。また設置者によっては、画面の上に左右からの視野角を意図的に狭くする偏光フィルター膜や衝立を設置したり、バックミラーを設けて、背後に不審者がいないか確かめられるようにしたりするなど、上記のような入力を盗み見られる事件を防いでいるところもある。
音声案内
前述の音声案内は、視覚障害者だけでなく健常者にとっても操作をサポートする役割を果たしているが、日本語の他に英語での案内も可能となっている機種を設置している金融機関もある。三菱UFJ銀行と知多信用金庫（愛知県）、三井住友銀行のATMでは英語のみならず、ポルトガル語・中国語・韓国語の表示も可能となっている。

### 日本のATMの主要メーカー
- 富士通フロンテック（FUJITSU）：富士通が金融端末部門を切り離し、その製造部門と旧富士通機電が統合した会社。販売は富士通が継続して行っている。なお、2028年3月をもって撤退する[9]。
- 沖電気工業（OKI）
  - イオン銀行向けのATMは、上記の富士通フロンテックのOEMではなく沖電気のOEMが導入されている。
- 日立チャネルソリューションズ（Leadus）：日立製作所とオムロンが2004年（平成16年）10月に合弁で設立し、両社の金融・現金処理業務向け端末部門を統合。後に、日立の完全子会社化。
- 日本電気（NEC）

かつては、東芝やジェトロニクス日本法人、日本ATM等もATMを提供していた。

### その他
金融機関の窓口の代用として設置されたことが始まりであることから、日本のATMの脇には、金融機関窓口と同じように、紙幣袋（現金を持ち帰るための封筒）が設置されていることが多い。
なお、2020年現在、紙幣袋（現金袋）の据え置きを廃止する金融機関も現れている。
日本では、経費削減を口実に、窓口業務をなるべくATMに移したり、インターネットバンキングの利用を促し、通帳を廃止するようもっていく動きがある。ATMそのものの設置台数や店舗の数を減らすことも行われている。